# Distretto di Palian
Il distretto di Palian (in thailandese: ปะเหลียน) è un distretto (amphoe) della Thailandia, situato nella provincia di Trang.